# Mezzanego
Mezzanego – miejscowość i gmina we Włoszech, w regionie Liguria, w prowincji Genua.
Według danych na rok 2004 gminę zamieszkiwało 1301 osób, 46,5 os./km².